# Castellare-di-Mercurio
 Castellare-di-Mercurio  là một xã ở tỉnh Haute-Corse trên đảo Corse, Pháp. Xã này có diện tích 6,12 km², dân số năm 1999 là 25 người. Khu vực này có độ cao 600 mét trên mực nước biển.